# بیز (ویرجینیای غربی)
بیز (به انگلیسی: Bays) یک منطقهٔ مسکونی در ایالات متحده آمریکا است که در شهرستان نیکولاس، ویرجینیای غربی واقع شده‌است. بیز ۴۸۷٫۰۸ متر بالاتر از سطح دریا واقع شده‌است.